# 郭待封
郭待封（?—?），唐朝许州阳翟县（今河南省禹州市）人，郭孝恪的次子。
唐高宗时，官至左豹韬卫将军。乾封元年（666年）十二月，唐高宗任命李勣为辽东道行军大总管，司列少常伯郝处俊为副大总管，以进攻高句丽。庞同善、契苾何力为辽东道行军副大总管兼安抚大使；水陆诸军总管和运粮使窦义积、独孤卿云、郭待封等，都受李勣指挥。河北各州县租赋全部送辽东供军用。乾封二年（667年）九月，郭待封带领水军向平壤进发，李勣派别将冯师本运粮和武器资助。冯师本因船坏没有按时到达，郭待封军中缺粮，情况危急，想写信给李勣求援，又怕信被敌人截获，泄露缺粮的机密，便写了一首离合诗送给李勣。李勣见诗大怒，说：“军情紧急，还写诗干什么？一定要处死他！”行军管记通事舍人元万顷为李勣解释出离合诗中的含意，李勣于是另送粮食武器给郭待封。
咸亨元年（670年），吐蕃攻陷西域十八州，又联合于阗攻陷龟兹拨换城。唐朝取消安西四镇。四月初九，唐高宗任命右威卫大将军薛仁贵为逻娑道行军大总管，任命左卫员外大将军阿史那道真、左卫将军郭待封为副大总管，讨伐吐蕃，帮助护送吐谷浑返回故地。郭待封原先与薛仁贵官位并列，这时耻于当他的下属，常常违背薛仁贵。进军至大非川，将向乌海进发，薛仁贵认为，乌海险要路远，行军很困难，应当留下两万人，在大非岭上安置两座栅栏，将辎重存放在栅栏内，自率轻兵，一天走两天的路程，乘敌不备，定获胜利。八月，薛仁贵率领本部在河口大胜吐蕃，进驻乌海等候郭待封。郭待封不用薛仁贵之计，押着辎重缓慢前进，还未到达乌海，便遭遇二十多万吐蕃军。郭待封战败，抛弃辎重逃跑。薛仁贵退屯大非川，被吐蕃论钦陵率军四十多万攻击，唐军几乎全军覆没。薛仁贵、郭待封、阿史那道真都逃脱，与论钦陵讲和后返回。唐高宗命令大司宪乐彦玮到军中查核他们失败的情况，让他们带上枷锁押送回长安。三人都被免死除籍。其弟郭待聘，长安年间官至宋州刺史。